# Lindon (Utah)
Lindon je město v okresu Utah County ve státě Utah ve Spojených státech amerických. V roce 2020 zde žilo 11 397 obyvatel a s celkovou rozlohou 22,2 km² byla hustota zalidnění 513,7 obyvatel na km².